# Simulium berneri
Simulium berneri är en tvåvingeart som beskrevs av Freeman 1954. Simulium berneri ingår i släktet Simulium och familjen knott. Inga underarter finns listade i Catalogue of Life.